# مينورو شيرايشي
مينورو شيرايشي (白石稔 شيرايشي مينورو) هو مؤدي أصوات ياباني ولد في 18 أكتوبر 1978 في محافظة إهيمي.

## أدواره في الأنمي

### مسلسلات أنمي تلفزيونية
- فافنر في السماء الزرقاء - كينجي كوندو
- فافنر في السماء الزرقاء EXODUS - كينجي كوندو
- كآبة هاروهي سوزوميا - تانيغوتشي
- اختفاء ناغاتو يوكي-تشان - تانيغوتشي
- النجم المحظوظ - فتيان عشوائيين, "مينورو شيرايشي"
- دي إن إنجل - تاكيشي سايهارا
- بوبوبو-بو بو-بوبو - تشيكوان, سوبر رابيت
- غا-راي زيرو - كازوكي ساكورابا
- المعلم الساحر نيغيما! - أستاذ سيروهيكو
- يوميات المستقبل - أوجي كوساكا
- سيتوكاي ياكويندومو - كينجي ياناغيموتو
- سيتوكاي ياكويندومو * - كينجي ياناغيموتو
- حبيبتي الأولى غيارو - مينورو كوباياكاوا.
- حياتي العادية - ساكاموتو

### أنمي الإنترنت
- كآبة سوزوميا هاروهي-تشان - تانيغوتشي, كيميدوري-سان
- نيورون تشورويا-سان - تانيغوتشي, فأر

### أفلام أنمي
- اختفاء هاروهي سوزوميا - تانيغوتشي
- سلسلة أفلام بريك بليد
  - بريك بليد: الفصل الأول - نايل سترايز
  - بريك بليد: الفصل الثاني - نايل سترايز
  - بريك بليد: الفصل الثالث - نايل سترايز
  - بريك بليد: الفصل الرابع - نايل سترايز
  - بريك بليد: الفصل الخامس - نايل سترايز
  - بريك بليد: الفصل السادس - نايل سترايز
- فافنر في السماء الزرقاء HEAVEN AND EARTH - كينجي كوندو

## وصلات خارجية
- مينورو شيرايشي على موقع IMDb (الإنجليزية)
- مينورو شيرايشي على موقع ميوزك برينز (الإنجليزية)
- مينورو شيرايشي على موقع ديسكوغز (الإنجليزية)
- مينورو شيرايشي على موقع قاعدة بيانات الفيلم (الإنجليزية)
- مينورو شيرايشي على موقع ANN person (الإنجليزية)